# Selva María
Selva María es una telenovela venezolana producida por la productora Coral Pictures para la cadena venezolana RCTV en el año 1987.
Es versión de la telenovela Mariana de la noche, historia original de la escritora cubana Delia Fiallo, cuya adaptación fue de Gustavo Michelena. 
Protagonizada por Mariela Alcalá y Franklin Virgüez, y con las participaciones antagónicas de Guillermo Ferrán e Hilda Abrahamz.

## Argumento
La protagonista de esta historia es Selva María Altamirano, hija de un empresario de minería llamado Fernando Altamirano. Cuando era niña, Selva María se fue de su pueblo para ir a estudiar a un colegio de monjas en la ciudad de Caracas. Durante los años de estudio nunca tuvo contacto con su padre, sino con su tía paterna, Adelaida, que iba a visitarla con cierta frecuencia.
Cuando termina sus estudios, Selva María regresa a su casa muy feliz porque ella volverá a ver a toda su gente, pero Selva María no sabe que Fernando Altamirano no es su verdadero padre y además es un mal hombre que hará todo lo que esté en su mano para que ningún hombre se acerque a ella. 
Sin embargo, Selva María conoce a Rodrigo, un apuesto periodista del cual se enamorará a pesar de la oposición de Fernando. Aunque en la relación de los dos se opone también Carla, su otra tía, quien se convierte en cómplice y mano derecha de Fernando, para ficar con Rodrigo. 
Selva María y Rodrigo tendrán que luchar duramente por su amor para poder estar juntos y ser felices.

## Elenco
- Mariela Alcalá .... Selva María Altamirano
- Franklin Vírgüez .... Rodrigo Reyes-Navas / Cheo Reyna
- Tomás Henríquez .... Cuaima
- Hilda Abrahamz .... Carla Altamirano
- América Barrios .... Mirita
- Helianta Cruz .... Adelaida Altamirano
- Dalila Colombo .... Evelyn
- Guillermo Ferrán .... Fernando Altamirano
- Roberto Moll .... Dr. Andrés Ávila
- Ignacio Navarro .... Klauss
- Carlos Villamizar .... Joaquín Mijares
- Dilia Waikkarán .... Gioconda
- Arístides Aguiar .... Ing. Germán Figueroa
- Jaime Araque
- Gisvel Ascanio
- Gledys Ibarra .... Lirio
- Abby Raymond .... Magui Altamirano
- Nancy Soto
- Evelyn Berroterán
- Pedro Durán
- Antonio Machuca .... Bienmesabe
- Pablo Gil
- Johan Andrade
- Crisol Carabal .... Daniela
- Carlos Flores
- Ricardo Gruber
- Rómulo Herrada
- José Rafael Giménez
- Trino Jiménez
- Julio Mujica .... Sargento
- Ana Berta López ... "Loly"
- Oswaldo Paiva
- Blanca Pereira
- María Alexandra Salamánquez
- Karl Hoffman

## Versiones
- La primera versión de esta telenovela fue la telenovela Mariana de la noche, producida en 1976 por Tabaré Pérez para el canal venezolano Venevisión, sus protagonistas fueron Lupita Ferrer y José Bardina y sus antagonistas fueron Martín Lantigua e Ivonne Attas.

- La productora mexicana Televisa realizó una adaptación de esta telenovela para México también con el título original, Mariana de la noche, producida en 2003 por Salvador Mejía, sus protagonistas fueron Alejandra Barros y Jorge Salinas y sus antagonistas fueron Angélica Rivera y César Évora.